# Hansa-Brandenburg D
Die Hansa-Brandenburg D war ein zweisitziger Mehrzweck-Doppeldecker.

## Entwicklung
Ernst Heinkel projektierte die Hansa-Brandenburg D als erste Konstruktion nach seinem Wechsel von Albatros zu Hansa-Brandenburg und als eines der ersten Flugzeuge für den Einsatz bei den Luftstreitkräften des deutschen Kaiserreiches. Er orientierte sich dabei am Albatros'schen Militärdoppeldecker, an dessen Entwicklung er vor seinem Weggang noch beteiligt gewesen war. Die D war ein konventioneller Doppeldecker in Gemischtbauweise. Flügel und Leitwerk bestanden aus Holz mit Stoffbespannung. Der Rumpf hatte einen Stahlrohrrahmen, der mit Sperrholz beplankt war. Im Rumpf befanden sich zwei hintereinanderliegende offene Cockpits. Der Pilot saß hinten. Das Flugzeug hatte ein starres Heckspornfahrwerk. 1914 wurden etwa zwölf Exemplare als Hansa-Brandenburg B für die deutsche Fliegertruppe gebaut.
In der Tschechoslowakei wurde die B I bei Aero ab 1919 als Ae-01 und bei Letov ab 1921 als Š-10 nachgebaut.

## Technische Daten
| Kenngröße             | Daten                                                       |
| --------------------- | ----------------------------------------------------------- |
| Besatzung             | 2                                                           |
| Länge                 | 8,46 m                                                      |
| Spannweite            | 13,13 m                                                     |
| Höhe                  | 2,96 m                                                      |
| Flügelfläche          | 43,5 m²                                                     |
| Startmasse            | 1015 kg                                                     |
| Triebwerk             | ein Sechszylinder-Reihenmotor Benz Bz II mit 110 PS (81 kW) |
| Höchstgeschwindigkeit | 110 km/h in Bodennähe                                       |